# Dalbergia xerophila
Dalbergia xerophila là một loài thực vật có hoa trong họ Đậu. Loài này được Bosser & R.Rabev. miêu tả khoa học đầu tiên.